# Нимсофт
Нимсофт (на английски: Nimsoft) е софтуерна компания, която предлага IT мониторинг и сървиздеск-решения. От 2010 г. е независим отдел като част от СиЕй Технолоджис.
Продуктите на компанията са използвани за набюдение (мониторинг) и управление на бизнес услуги и специфични системи, които са част от IT инфраструктури, включително мрежови компоненти, сървъри, бази данни, приложения и виртуални среди.
С продуктите на Nimsoft клиентите могат да наблюдават (извършват мониторинг) на системи, хоствани във вътрешни дата центрове, както и външно хоствани среди, включително софтуер като услуга (SaaS) и среди от вида изчисления в облак 

## История
Nimbus Software е основана в Осло, Норвегия през 1998 г.
През 2004 г. Nimbus Software се слива със своя дистрибутор за САЩ и променя името си на Nimsoft. Гари Рийд, основателят на американския дистрибутор, е назначен за главен изпълнителен директор и централният офис на новата компания е установен в Силициевата долина .
През март 2010 г. Нимсофт е придобита от CA Inc. за 350 милиона долара.
През април 2011 г. Нимсофт пуска в продажба Нимсофт Унифициран мениджър, общо решение, комбиниращо ИТ-мониторинга и мениджмънт в областта на услугите (service management) 